# Superliga e Futbollit të Kosovës
La Superliga e Futbollit të Kosovës, denominata Raiffeisen Superliga per ragioni di sponsorizzazione, è la massima divisione del campionato kosovaro di calcio. 
La divisione fu creata nel 1945 e il suo nome ufficiale è stato modificato varie volte. 
La Superliga e Futbollit të Kosovës è organizzata dalla Federazione calcistica del Kosovo e la divisione ha alla stagione 2020-2021 un formato a 10 squadre. Alla fine del torneo, le due squadre classificate agli ultimi posti sono retrocesse in prima divisione (Liga e Parë).

## Squadre partecipanti
Stagione 2020-2021. In grassetto le squadre con licenza UEFA
| Squadra    | Città     | Stadio                    | Capacità |
| ---------- | --------- | ------------------------- | -------- |
| Arbëria    | Lipjan    | Stadio Sami Kelmendi      | 3200     |
| Ballkani   | Suharekë  | Stadio Suva Reka          | 1500     |
| Besa Pejë  | Pejë      | Stadio Shahin Haxhiislami | 8500     |
| Drenica    | Skenderaj | Stadio Bajram Aliu        | 3000     |
| Drita      | Gjilan    | Stadio Gjilan City        | 15000    |
| Feronikeli | Drenas    | Stadio Rexhep Rexhepi     | 2000     |
| Gjilani    | Gjilan    | Stadio Gjilan City        | 15000    |
| Llapi      | Podujevë  | Stadio Zahir Pajaziti     | 10000    |
| Prishtina  | Pristina  | Stadio Fadil Vokrri       | 13000    |
| Trepça'89  | Mitrovica | Stadio Riza Lushta        | 12000    |

## Partecipazioni per squadra
Sono 25 le squadre che hanno preso parte ai 10 campionati di Superliga disputati sotto l'egida UEFA (dal 2016-17). In grassetto le squadre partecipanti all'edizione in corso (2025-26):
- 10 volte:  Drita,  Gjilani,  Llapi,  Prishtina
- 8 volte:  Ballkani,  Drenica,  Feronikeli
- 6 volte:  Dukagjini,  Ferizaj,  Trepça '89
- 5 volte:  Malisheva
- 4 volte:  Liria
- 3 volte:  Besa Peć,  Flamurtari Prishtina
- 1 volta:  Arbëria,  Fushë Kosova,  Hajvalia,  KEK,  Prishtina e Re,  Suhareka,  Trepça,  Ulpiana,  Vëllaznimi,  Vllaznia Pozheran,  Vushtrria

## Albo d'oro
| Come parte della Lega Iugoslava - 1945 Prishtina - 1946 Prishtina - 1947 FK Trepča Mitrovica - 1947/48 Prishtina - 1948/49 FK Trepča Mitrovica - 1950 FK Trepča Mitrovica - 1951 Prishtina - 1952 FK Trepča Mitrovica - 1953 non giocato a causa del cambio del sistema di lega - 1953/54 Prishtina - 1954/55 FK Trepča Mitrovica - 1955/56 Rudar Stari Trg Mitrovica - 1956/57 KF Rudniku Hajvalia - 1957/58 Rudar Stari Trg Mitrovica - 1958/59 Prishtina - 1959/60 Rudar Stari Trg Mitrovica - 1960/61 Prishtina - 1961/62 Besa Peć Peja - 1962/63 Drita Gjilan - 1963/64 Sloga Lipljan Lipjan - 1964/65 Sloga Lipljan Lipjan - 1965/66 Besa Peć Peja - 1966/67 KEK Kastriot - 1967/68 Vëllaznimi Gjakova - 1968/69 Vëllaznimi Gjakova - 1969/70 Vëllaznimi Gjakova - 1970/71 Vëllaznimi Gjakova | - 1971/72 KEK Kastriot - 1972/73 Fushë Kosova - 1973/74 Vëllaznimi Gjakova - 1974/75 Liria Prizren - 1975/76 KEK Kastriot - 1976/77 Prishtina - 1977/78 Besa Peć Peć - 1978/79 Prishtina Pristina - 1979/80 Vëllaznimi Gjakova - 1980/81 Liria Prizren - 1981/82 Vëllaznimi Gjakova - 1982/83 Ramiz Sadiku Prishtina - 1983/84 Liria Prizren - 1984/85 CZ Gnjilane Gjilan - 1985/86 Vëllaznimi Gjakova - 1986/87 Liria Prizren - 1987/88 CZ Gnjilane Gjilan - 1988/89 Besa Peć Peja - 1989/90 Vëllaznimi Gjakova - 1990/91 Fushë Kosova - 1991/92 Prishtina - 1992/93 FK Trepča Mitrovica - 1993/94 Dukagjini Klina - 1994/95 Liria Prizren - 1995/96 Prishtina - 1996/97 Prishtina - 1997/98 torneo abbandonato - 1998/99 non giocato (causa guerra) | Ristabilito a seguito dell'insediamento dell'UNMIK - 1999/2000 Prishtina - 2000/01 Prishtina - 2001/02 Besiana Podujeva - 2002/03 Drita Gjilan - 2003/04 Prishtina - 2004/05 Besa Peć Peja - 2005/06 Besa Peć Peja - 2006/07 Besa Peć Peja Dopo la dichiarazione d'indipendenza del febbraio 2008 - 2007-2008 Prishtina - 2008-2009 Prishtina - 2009-2010 Trepça Kosovska Mitrovica - 2010-2011 Hysi Produjeva - 2011-2012 Prishtina - 2012-2013 Prishtina - 2013-2014 Vushtrria - 2014-2015 Feronikeli - 2015-2016 Feronikeli Dopo l'ingresso della federazione kosovara nella UEFA - 2016-2017 Trepça '89 - 2017-2018 Drita - 2018-2019 Feronikeli - 2019-2020 Drita - 2020-2021 Prishtina - 2021-2022 Ballkani - 2022-2023 Ballkani - 2023-2024 Ballkani - 2024-2025 Drita |

## Squadre più titolate (dal 2016/17)
| Club       | Campione | 2° | Stagioni         |
| ---------- | -------- | -- | ---------------- |
| Drita      | 3        | 3  | 2018, 2020, 2025 |
| Ballkani   | 3        | 1  | 2022, 2023, 2024 |
| Prishtina  | 1        | 3  | 2021             |
| Trepça '89 | 1        | -  | 2017             |
| Feronikeli | 1        | -  | 2019             |
| Gjilani    | -        | 1  | -----            |
| Llapi      | -        | 1  | -----            |